# Cedric van der Gun
Cedric van der Gun, né le 5 mai 1979 à La Haye (Pays-Bas), est un footballeur néerlandais évoluant au poste d'ailier.

## Biographie
Lors de la saison 2005-2006, il joue pour le club allemand du Borussia Dortmund mais une blessure l'écarte des terrains. Il retourne donc aux Pays-Bas et s'engage avec le FC Utrecht.
Le 10 septembre 2009, il est engagé sans indemnités par Swansea City, qui évolue en deuxième division anglaise. Le contrat court sur une année assortie d'une prolongation d'une année.
À l'issue de la saison 2010-2011 qui voit la montée de Swansea en Premier League, son contrat n'est pas prolongé et le joueur quitte le club.